# Ginástica nos Jogos Olímpicos de Verão de 1960
A ginástica nos Jogos Olímpicos de Verão de 1960 foi realizada em Roma, na Itália, com quatorze eventos: oito masculinos e seis femininos. Todos os eventos foram disputados entre 5 e 10 de setembro de 1960 na palaestra das Termas de Caracala localizada a 6,8 quilômetros do Stadio Olimpico.

## Eventos
Ginástica artística
Quatorze conjuntos de medalhas foram concedidos nos seguintes eventos:
- Equipes masculinas
- Individual geral masculino
- Solo masculino
- Salto sobre o cavalo masculino
- Cavalo com alças
- Argolas
- Barra fixa
- Barras paralelas

- Equipes femininas
- Individual geral feminino
- Solo feminino
- Salto sobre o cavalo feminino
- Trave feminino
- Barras assimétricas feminino

## Medalhistas
Masculino
| Evento                    | Ouro                                                                                            | Prata | Bronze |
| ------------------------- | ----------------------------------------------------------------------------------------------- | --- | --- |
| Equipes detalhes          | Takashi Ono Shuji Tsurumi Yukio Endo Masao Takemoto Nobuyuki Aihara Takashi Mitsukuri JPN Japão | Albert Azaryan Valery Kerdemilidi Nikolai Miligulo Vladimir Portnoi Boris Shakhlin Yuri Titov URS União Soviética | Franco Menichelli Giovanni Carminucci Angelo Vicardi Pasquale Carminucci Orlando Polmonari Gianfranco Marzolla ITA Itália |
| Individual geral detalhes | Boris Shakhlin URS União Soviética                                                              | Takashi Ono JPN Japão                                                                                             | Yuri Titov URS União Soviética                                                                                            |
| Solo detalhes             | Nobuyuki Aihara JPN Japão                                                                       | Yuri Titov URS União Soviética                                                                                    | Franco Menichelli ITA Itália                                                                                              |
| Salto detalhes            | Boris Shakhlin URS União Soviética Takashi Ono JPN Japão                                        | nenhum | Vladimir Portnoi URS União Soviética                                                                                      |
| Barra fixa detalhes       | Takashi Ono JPN Japão                                                                           | Masao Takemoto JPN Japão                                                                                          | Boris Shakhlin URS União Soviética                                                                                        |
| Cavalo com alças detalhes | Eugen Ekman FIN Finlândia Boris Shakhlin URS União Soviética                                    | nenhum | Shuji Tsurumi JPN Japão                                                                                                   |
| Barras paralelas detalhes | Boris Shakhlin URS União Soviética                                                              | Giovanni Carminucci ITA Itália                                                                                    | Takashi Ono JPN Japão |
| Argolas detalhes          | Albert Azaryan URS União Soviética                                                              | Boris Shakhlin URS União Soviética                                                                                | Takashi Ono JPN Japão Velik Kapsazov BUL Bulgária                                                                         |

Feminino
| Evento                       | Ouro | Prata | Bronze                                                                                              |
| ---------------------------- | --- | --- | --------------------------------------------------------------------------------------------------- |
| Equipes detalhes             | Polina Astakhova Lidia Ivanova Larissa Latynina Tamara Lyukhina Sofia Muratova Margarita Nikolaeva URS União Soviética | Věra Čáslavská Eva Bosáková Ludmila Švédová Adolfina Tačová Matylda Matoušková Hana Růžičková TCH Checoslováquia | Sonia Inovan Elena Leuşteanu Emilia Liţă Atanasia Ionescu Uta Poreceanu Elena Niculescu ROU Romênia |
| Individual geral detalhes    | Larissa Latynina URS União Soviética                                                                                   | Sofia Muratova URS União Soviética                                                                               | Polina Astakhova URS União Soviética                                                                |
| Solo detalhes                | Larissa Latynina URS União Soviética                                                                                   | Polina Astakhova URS União Soviética                                                                             | Tamara Lyukhina URS União Soviética                                                                 |
| Salto detalhes               | Margarita Nikolaeva URS União Soviética                                                                                | Sofia Muratova URS União Soviética                                                                               | Larissa Latynina URS União Soviética                                                                |
| Trave detalhes               | Eva Bosáková TCH Checoslováquia                                                                                        | Larissa Latynina URS União Soviética                                                                             | Sofia Muratova URS União Soviética                                                                  |
| Barras assimétricas detalhes | Polina Astakhova URS União Soviética                                                                                   | Larissa Latynina URS União Soviética                                                                             | Tamara Lyukhina URS União Soviética                                                                 |

## Quadro de medalhas
| Ordem | País                | Medalha de ouro | Medalha de prata | Medalha de bronze |    |
| ----- | ------------------- | --------------- | ---------------- | ----------------- | -- |
| 1     | URS União Soviética | 10              | 8                | 8                 | 26 |
| 2     | JPN Japão           | 4               | 2                | 3                 | 9  |
| 3     | TCH Checoslováquia  | 1               | 1                |                   | 2  |
| 4     | FIN Finlândia       | 1               |                  |                   | 1  |
| 5     | ITA Itália          |                 | 1                | 2                 | 3  |
| 6     | BUL Bulgária        |                 |                  | 1                 | 1  |
| 6     | ROU Romênia         |                 |                  | 1                 | 1  |
| TOTAL | TOTAL               | 16              | 12               | 15                | 43 |